# ラシアンリズム
ラシアンリズム（Russian Rhythm、2000年2月12日 - ）はイギリスの競走馬、繁殖牝馬。マイル路線で活躍し、2003年のカルティエ賞最優秀3歳牝馬を受賞した。おもな勝ち鞍は1000ギニーなど。主戦騎手はキーレン・ファロンで、すべての競走で騎乗した。

## 概要
2001年のタターソールズホートンイヤリングセールにて440,000ギニーでチェヴァリーパークスタッドに落札された。その後、サー・マイケル・スタウトのもとに預けられ、2002年6月28日にデビューするとG3、G2と3連勝を飾る。G1初挑戦となるチェヴァリーパークステークスでも1番人気に支持されたが、エアウェブの2着に敗れ、4戦3勝の成績で2歳シーズンを終えた。
2003年はプレップレースをはさまず、1000ギニーに直行した。この年の1000ギニーは前年のカルティエ賞最優秀2歳牝馬シックスパーフェクションズ、フィリーズマイル勝ち馬ソヴィエトソング、ダンシリやバンクスヒルの全妹インターコンティネンタルなど後に名牝と呼ばれる馬が揃っていた。その中、ラシアンリズムは5番人気となっていたが後方から内を通って抜け出し、シックスパーフェクションズに1馬身1/2差をつけ優勝した。その後コロネーションステークスに進むと、再びソヴィエトソングとの対戦となり、レースでも終始マークされていたが直線で突き放しレコードタイムで連勝した。古馬初挑戦となるナッソーステークスでもクビ差ながら優勝し、G1競走3連勝を果たした。その後の古馬牡馬が相手となるクイーンエリザベス2世ステークスではファルブラヴの2着に敗れ、距離が伸びたチャンピオンステークスではラクティの5着に敗れたが、ジャック・ル・マロワ賞、ブリーダーズカップ・マイルを制したシックスパーフェクションズを抑えカルティエ賞最優秀3歳牝馬を受賞した。
2004年は牡馬相手のロッキンジステークスから始動、久々の出走だったが一番人気に支持され、人気に応えてG1競走4勝目を挙げる。その後はクイーンアンステークスに出走する予定だったが怪我のため取り消し、目標をサンチャリオットステークスに変え調整されていたが、復帰は難しいとされ9月21日に引退が発表された。1000ギニーで破ったソヴィエトソングが欧州マイル路線で、インターコンティネンタルはアメリカ合衆国に渡りブリーダーズカップ・フィリー&メアターフを制するなど活躍したことで、本馬の評価も上がった。

## 競走成績
| 出走日     | 競馬場           | 競走名                  | 格 | 距離     | 着順 | 騎手       | 着差      | 1着（2着）馬      |
| ---------- | ---------------- | ----------------------- | -- | -------- | ---- | ---------- | --------- | ----------------- |
| 2002.06.28 | ニューマーケット | メイドンS               |    | 芝6f     | 1着  | K.ファロン | クビ      | (Fancy Lady)      |
| 2002.07.27 | アスコット       | プリンセスマーガレットS | G3 | 芝6f     | 1着  | K.ファロン | 1 1/4馬身 | (Luvah GIrl)      |
| 2002.08.22 | ヨーク           | ロウザーS               | G2 | 芝6f     | 1着  | K.ファロン | 1 1/2馬身 | (Danaskaya)       |
| 2002.10.04 | ニューマーケット | チェヴァリーパークS     | G1 | 芝6f     | 2着  | K.ファロン | 1 1/2馬身 | Airwave           |
| 2003.05.04 | ニューマーケット | 1000ギニー              | G1 | 芝8f     | 1着  | K.ファロン | 1 1/2馬身 | (Six Perfections) |
| 2003.06.20 | アスコット       | コロネーションS         | G1 | 芝8f     | 1着  | K.ファロン | 1 1/2馬身 | (Soviet Song)     |
| 2003.08.02 | グッドウッド     | ナッソーS               | G1 | 芝9f192y | 1着  | K.ファロン | クビ      | (Ana Marie)       |
| 2003.09.27 | アスコット       | クイーンエリザベス2世S  | G1 | 芝8f     | 2着  | K.ファロン | 2馬身     | Falbrav           |
| 2003.10.18 | ニューマーケット | チャンピオンS           | G1 | 芝10f    | 5着  | K.ファロン | 6 1/4馬身 | Rakti             |
| 2004.05.15 | ニューベリー     | ロッキンジS             | G1 | 芝8f     | 1着  | K.ファロン | 1/2馬身   | (Salselon)        |

## 引退後
引退後はチェヴァリーパークスタッドで繁殖入りした。2006年2月9日、初仔となる父ピヴォタルの牝馬 (Barynya) を出産した。2007年1月29日、ふたたび父ピヴォタルの牝馬 (Safina) を出産した。

## 血統表
| ラシアンリズム (Russian Rhythm)の血統（キングマンボ系 / Northern Dancer 3×4=18.75%、Native Dancer 4×5=9.38%） | ラシアンリズム (Russian Rhythm)の血統（キングマンボ系 / Northern Dancer 3×4=18.75%、Native Dancer 4×5=9.38%） | ラシアンリズム (Russian Rhythm)の血統（キングマンボ系 / Northern Dancer 3×4=18.75%、Native Dancer 4×5=9.38%） | （血統表の出典）    | （血統表の出典） |
| 父 Kingmambo 1990 鹿毛                                                                                        | 父の父Mr. Prospector 1970 鹿毛                                                                                | Raise a Native                                                                                                | Native Dancer       | Native Dancer    |
| 父 Kingmambo 1990 鹿毛                                                                                        | 父の父Mr. Prospector 1970 鹿毛                                                                                | Raise a Native                                                                                                | Raise You           |                  |
| 父 Kingmambo 1990 鹿毛                                                                                        | 父の父Mr. Prospector 1970 鹿毛                                                                                | Gold Digger                                                                                                   | Nashua              | Nashua           |
| 父 Kingmambo 1990 鹿毛                                                                                        | 父の父Mr. Prospector 1970 鹿毛                                                                                | Gold Digger                                                                                                   | Sequence            |                  |
| 父 Kingmambo 1990 鹿毛                                                                                        | 父の母Miesque 1984 鹿毛                                                                                       | Nureyev | Northern Dancer     | Northern Dancer  |
| 父 Kingmambo 1990 鹿毛                                                                                        | 父の母Miesque 1984 鹿毛                                                                                       | Nureyev | Special             |                  |
| 父 Kingmambo 1990 鹿毛                                                                                        | 父の母Miesque 1984 鹿毛                                                                                       | Pasadooble | Prove Out           | Prove Out        |
| 父 Kingmambo 1990 鹿毛                                                                                        | 父の母Miesque 1984 鹿毛                                                                                       | Pasadooble | Santa Quilla        |                  |
| 母 Balistroika 1988 栗毛                                                                                      | 母の父Nijinsky II 1967 鹿毛                                                                                   | Northern Dancer                                                                                               | Nearctic            | Nearctic         |
| 母 Balistroika 1988 栗毛                                                                                      | 母の父Nijinsky II 1967 鹿毛                                                                                   | Northern Dancer                                                                                               | Natalma             |                  |
| 母 Balistroika 1988 栗毛                                                                                      | 母の父Nijinsky II 1967 鹿毛                                                                                   | Flaming Page                                                                                                  | Bull Page           | Bull Page        |
| 母 Balistroika 1988 栗毛                                                                                      | 母の父Nijinsky II 1967 鹿毛                                                                                   | Flaming Page                                                                                                  | Flaring Top         |                  |
| 母 Balistroika 1988 栗毛                                                                                      | 母の母Balidaress 1973 芦毛                                                                                    | Balidar | Will Somers         | Will Somers      |
| 母 Balistroika 1988 栗毛                                                                                      | 母の母Balidaress 1973 芦毛                                                                                    | Balidar | Violet Bank         |                  |
| 母 Balistroika 1988 栗毛                                                                                      | 母の母Balidaress 1973 芦毛                                                                                    | Innocence | *シーホーク         | *シーホーク      |
| 母 Balistroika 1988 栗毛                                                                                      | 母の母Balidaress 1973 芦毛                                                                                    | Innocence | Novitiate F-No.14-c |                  |

- プリティーポリー系に属す。5代母The VeilはNearcticの母Lady Angelaの半妹である。
- 近親にAlydares（アイリッシュオークス）、Shadayid（1000ギニー）などがいる。